# Fiksering (psykiatri)
 For alternative betydninger, se Fiksering. (Se også artikler, som begynder med Fiksering)
Fiksering af patienter er længe blevet brugt indenfor psykiatri, som et redskab til at berolige patienter, og til at undgå at patienten gør skade på sig selv eller andre. Ordet fiksering kommer fra det latinske udsagns ord fixare og betyder "fastholdelse". I psykiatrisk brug dækker betegnelsen over teknikker der begrænser patienters bevægefrihed ved at fastspænde eller lænke dem til ikke flytbare genstande så som senge, stole eller vægge. Fastbundet med bælte med tilhørende lås sættes patienten fast i en stol eller seng. I svære tilfælde er også både arm – og fodremme med til at fiksere patienten fuldkommen. Fiksering kan forekomme i kortere perioder af få timer eller længere perioder indtil dage eller uger, endda måneder. Før udviklingen af klinisk og medicinsk psykologi var fysisk tvang og frihedsberøvelse den mest anvendte form for behandling af mange psykiatriske patienter. Meget forskning har imidlertid vist at fiksering er traumatisk for patienten og kan gøre mere skade end gavn. I moderne tid har de fleste lande foranstaltet regler for hvordan psykiatriske afdelinger må administrere fiksering af deres patienter.
I Danmark kræver fiksering lægelig beslutning i henhold til Lov om frihedsberøvelse og anden tvang i psykiatrien Psykiatriloven. I Dansk lovgivning skelnes der mellem bæltefiksering og beskyttelsesfiksering. Bæltefiksering må kun ske for at forhindre at patienten skader sig selv eller andre, groft forulemper medpatienter eller udøver betydeligt hærværk. Beskyttelsesfiksering må bruges til at beskytte patienter der er urolige eller forvirrede og derfor kan risikere at skade sig selv, f.eks. ved at falde ud af sengen. Arten og varigheden af tvangsforanstaltningen skal noteres i patientens journal og i en særlig tvangsprotokol. Klager over fiksering behandles i særlige psykiatriske patientklagenævn.
Dansk psykiatrisk praksis er ofte blevet kritiseret for at bruge tvangsfiksering for ofte, uden tilstrækkelig grund, og i for lange perioder. Grunde til at fiksering bruges oftere end nødvendigt kan være mangel på personale, mangel på effektive medicinske løsninger, manglende evner til konflikt håndtering hos personalet, eller simpelthen mangel på indsigt i skadevirkningerne.